# Archigrammitis
Archigrammitis, rod pravih paprati (papratnice) iz potporodice Grammitidoideae,. dio porodice Polypodiaceae, red Polypodiales. Kew ovaj rod tretira kao sinonim za Grammitis.
Postoji 7 vrsta s Pacifika i Malezije. Rod je opisan u Fern Gazette 19(4): 135–136. 2013.  Tipična je Archigrammitis friderici-et-pauli (Christ) Parris, vrsta s Bornea i Sulawesa. 

## Vrste
1. Archigrammitis demissa (Parris) Parris
2. Archigrammitis friderici-et-pauli (Christ) Parris
3. Archigrammitis marquesensis (Parris) Parris
4. Archigrammitis ponapensis (Copel.) Parris
5. Archigrammitis samoensis (Baker) Parris
6. Archigrammitis solomonensis Parris
7. Archigrammitis tahitensis (C.Chr.) Parris

## Sinonimi
Nema